# 20 august
ianuarie • februarie • martie  • aprilie  • mai  • iunie  • iulie  • august  • septembrie  • octombrie  • noiembrie  • decembrie
20 august este a 232-a zi a calendarului gregorian și a 233-a zi în anii bisecți. Mai sunt 133 de zile până la sfârșitul anului.

## Evenimente

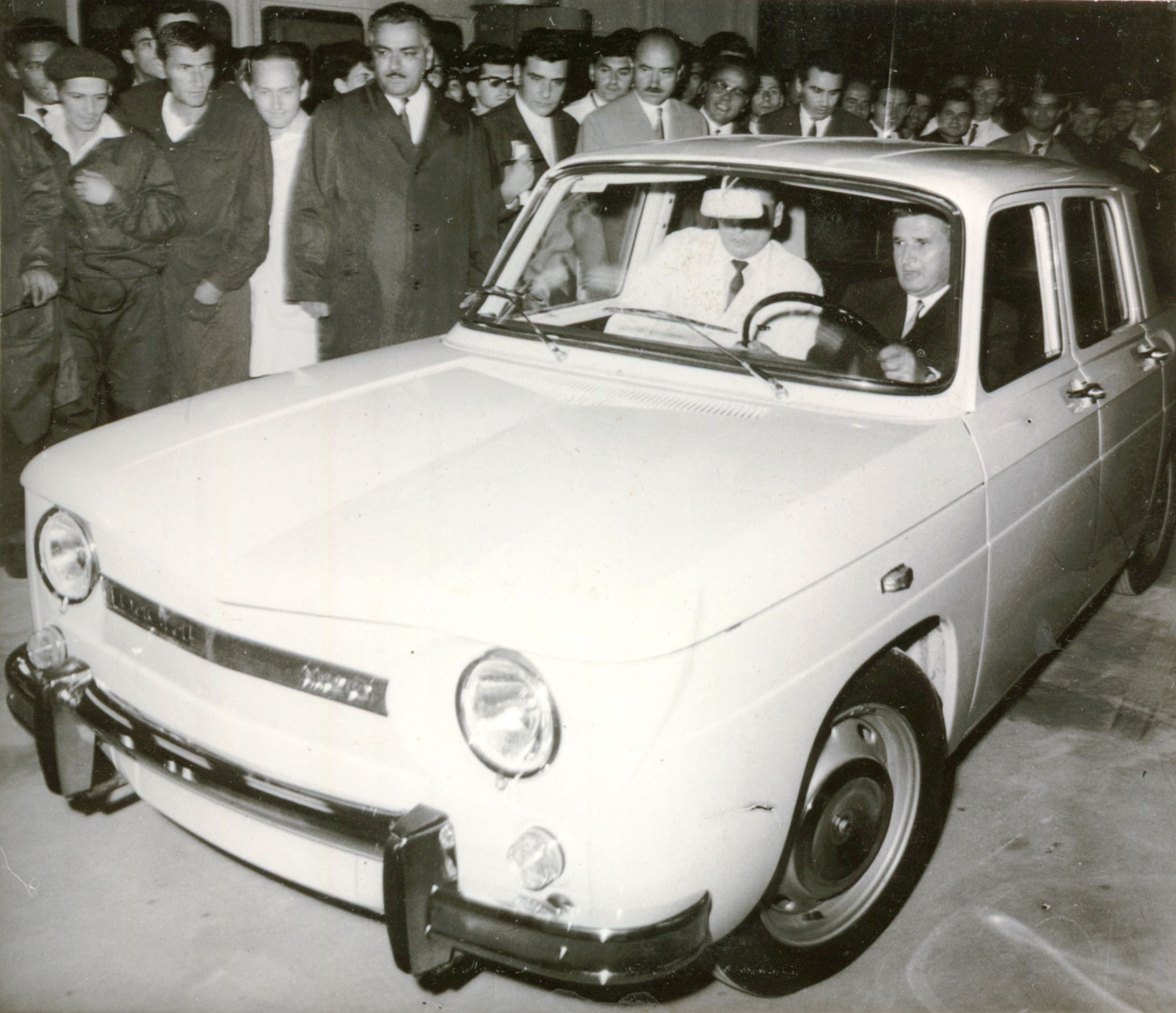
1968: Pe poarta uzinei de la Colibași (Pitești) a ieșit primul autoturism românesc, Dacia 1100. Nicolae Ceaușescu la bordul primului automobil Dacia 1100.

- 0636: Bătălia de la Yarmuk: forțele arabe conduse de Khalid ibn al-Walid preiau controlul în Siria și Palestina, marcând primul mare val de cuceriri musulmane și înaintarea rapidă a Islamului în afara Arabiei.
- 0917: Bătălia de Acheloos: Țarul Simeon I al Bulgariei înfrânge decisiv o armată bizantină.
- 1000: Întemeierea statului maghiar de Sfântul Ștefan. Astăzi, sărbătorită ca zi națională în Ungaria.
- 1083: Primul rege al Ungariei, Ștefan I, a fost canonizat de papa Grigore al VII-lea.
- 1469: Bătălia de la Lipnic, pe Nistru: Ștefan cel Mare a învins oastea tătară.
- 1749: A început domnia fanariotă a lui Constantin Racoviță în Moldova.
- 1791: Navigatorul danez Vitus Jonas Behring a descoperit Alaska.
- 1866: Președintele Andrew Johnson declară oficial Războiului Civil American încheiat.
- 1884: A apărut primul mare cotidian, "Universul". Primul director: Luigi Cazzavillan.
- 1914: Primul Război Mondial: Forțe germane ocupă Bruxelles.
- 1940: Leon Troțki, creatorul Armatei Roșii și tovarăș al lui Lenin în Revoluția bolșevică a fost asasinat în Mexic unde fusese exilat de Stalin.
- 1940: Prim-ministrul britanic Winston Churchill ține al patrulea din faimoasele sale discursuri din timpul războiului, conținând fraza: "Niciodată atâția oameni nu au datorat atât de mult unui număr atât de mic de semeni ai lor”, referindu-se la piloții din Royal Air Force.
- 1941: Al Doilea Război Mondial: Începe asediul german asupra orașului Leningrad.
- 1944: Al Doilea Război Mondial: Începe Operațiunea Iași-Chișinău, o ofensivă majoră a Uniunii Sovietice.
- 1968: Invadarea Cehoslovaciei de către trupele Pactului de la Varșovia pune capăt perioadei de liberalizare cunoscută sub numele de Primăvara de la Praga.
- 1968: Pe poarta uzinei de la Colibași (Pitești) a ieșit primul autoturism românesc, Dacia 1100.
- 1975: NASA a lansat  sonda spațială Viking 1 către Marte.
- 1977: NASA a lansat sonda Voyager 2.
- 1981: Intră în vigoare acordul de încetare a atacurilor împotriva Iranului. Conflictul s-a soldat cu 300.000 de morți în rîndul irakienilor.
- 1991: Estonia își declară independența față de Uniunea Sovietică.

## Nașteri
- 1752: Friederike de Hesse-Darmstadt (d. 1782)
- 1779: Jöns Jakob Berzelius, chimist și mineralog suedez (d. 1848)
- 1802: Frederic Wilhelm, Elector de Hesse (d. 1875)
- 1807: Narcisse Virgilio Díaz, pictor francez (d. 1876)
- 1831: Eduard Suess, geolog austriac (d. 1914)
- 1833: Benjamin Harrison, al 23-lea președinte al Statelor Unite (d. 1901)
- 1847: Bolesław Prus, romancier polonez (d. 1912)
- 1860: Raymond Poincare, politician francez, al 9-lea președinte al Republicii (1913-1920) (d. 1934)
- 1864: Ion I. C. Brătianu, politician român, prim-ministru al României (d. 1927)

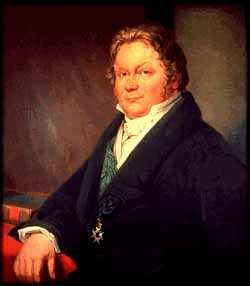
Jöns Jakob Berzelius, chimist suedez
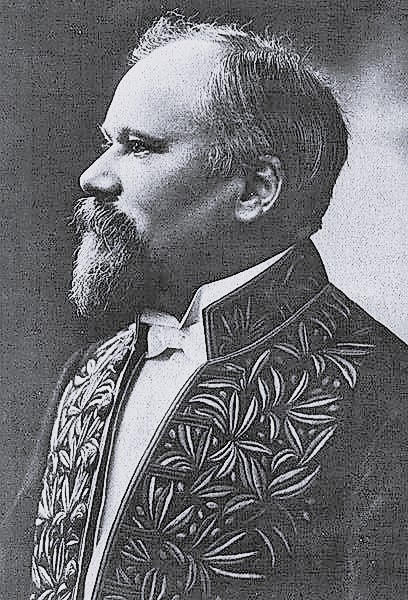
Raymond Poincare, al 9-lea președinte al Franței
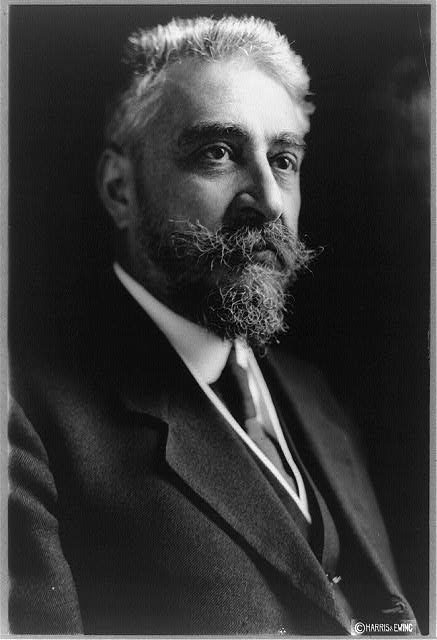
Ion I. C. Brătianu, prim-ministru al României

- 1875: Constantin Giurescu, istoric român (d. 1918)
- 1890: H. P. Lovecraft, scriitor american (d. 1937)
- 1891: Shisō Kanaguri, atlet japonez (d. 1984)
- 1892: Octav Onicescu, matematician român (d. 1993)
- 1901: Salvatore Quasimodo, scriitor italian, laureat Nobel (d. 1968)
- 1920: Zoe Dumitrescu-Bușulenga, istoric literar român (d. 2006)
- 1932: Vasili Aksionov, scriitor rus (d. 2009)
- 1932: Mihai Constantinescu, regizor și scenarist român
- 1937: Andrei Koncealovski, regizor și scenograf rus
- 1941: Slobodan Milošević, politician sârb, al 3-lea președinte al Serbiei și Muntenegru (d. 2006)
- 1944: Rajiv Gandhi, politician indian, al 6-lea prim-ministru al Indiei (d. 1991)
- 1945: Cristian Gațu, handbalist român
- 1946: Laurent Fabius, om politic francez
- 1948: Robert Plant, cântăreț-compozitor englez (Led Zeppelin, Band of Joy, The Honeydrippers, și Page and Plant)
- 1948: John Noble, actor australian
- 1951: Greg Bear, scriitor american de science-fiction
- 1957: Sorin Antohi, istoric al ideilor, eseist, traducător și editor român
- 1958: David O. Russell, regizor, producător și scenarist american
- 1962: Geoffrey Blake, actor american

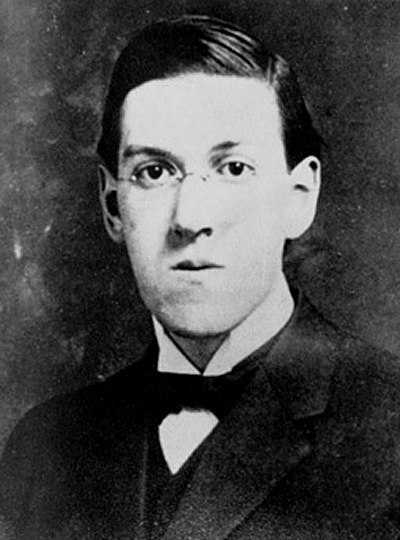
H. P. Lovecraft, scriitor american
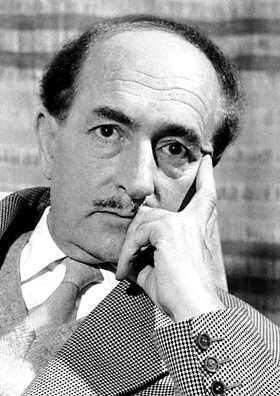
Salvatore Quasimodo, scriitor italian, laureat Nobel
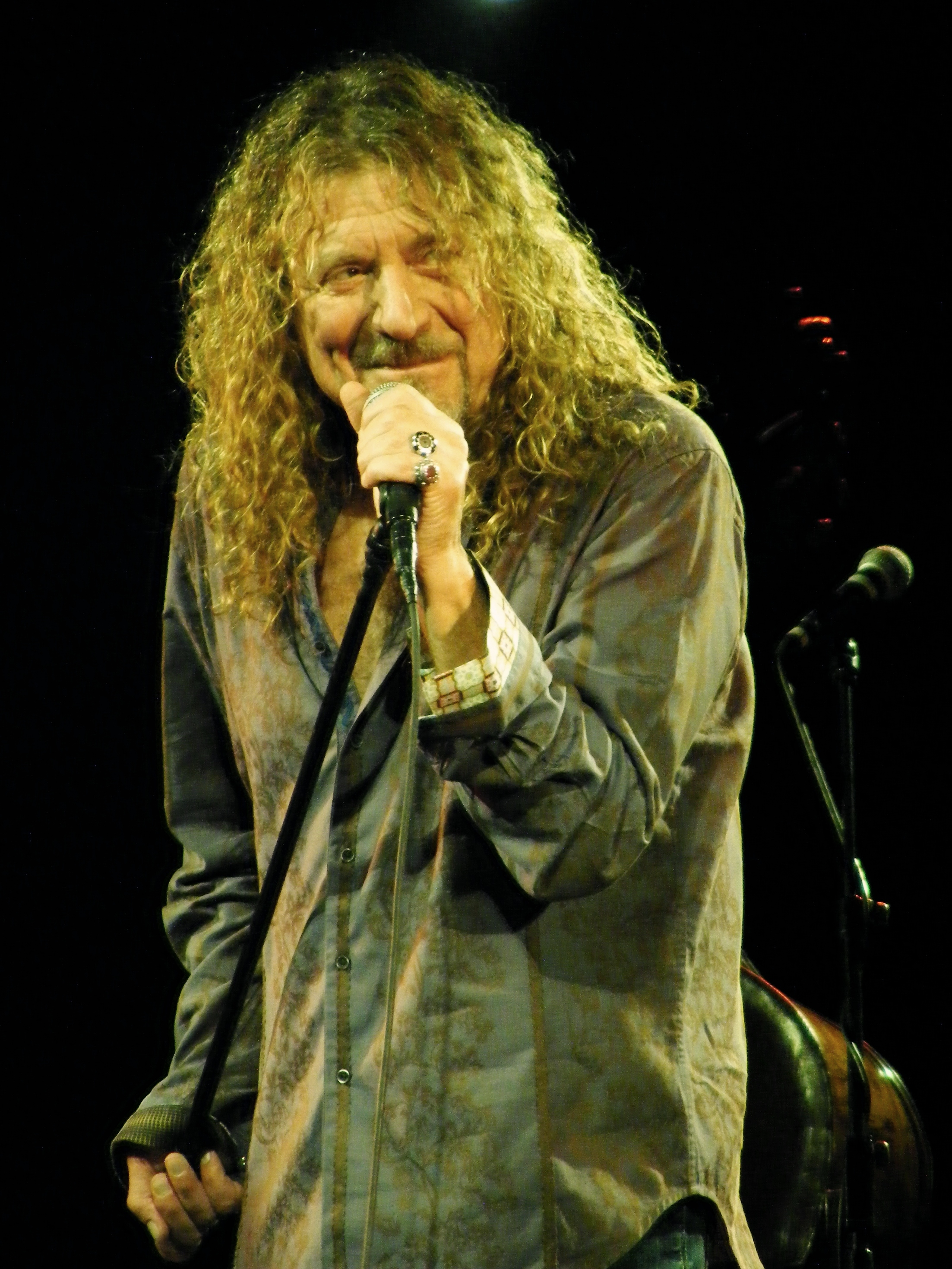
Robert Plant, cântăreț-compozitor englez (Led Zeppelin)

- 1966: Enrico Letta, politician italian, al 55-lea prim-ministru al Italiei
- 1970: Tímea Nagy, scrimeră maghiară
- 1974: Misha Collins, actor și regizor american
- 1975: Beatrice Câșlaru, înotătoare română
- 1976: Cornel Frăsineanu, fotbalist român
- 1982: Joshua Kennedy, fotbalist australian
- 1985: Álvaro Negredo, fotbalist spaniol
- 1986: Daniel Martin, ciclist irlandez
- 1987: Cătălina Ponor, gimnastă română
- 1989: Judd Trump, jucător englez de snooker
- 1992: Demi Lovato, actriță și cântăreață americană

## Decese
- 0984: Papa Ioan al XIV-lea
- 1672: Jan De Witt, matematician și politician olandez (n. 1625)
- 1785: Jean-Baptiste Pigalle, sculptor francez (n. 1714)
- 1823: Papa Pius al VII-lea (n. 1740)
- 1854: Friedrich Wilhelm Schelling, filozof german (n. 1775)
- 1872: Dimitrie Bolintineanu, scriitor și publicist român (n. 1825 sau 1819)
- 1887: Jules Laforgue, poet francez (n. 1860)
- 1893: Alexandru Wassilko de Serecki, căpitan (mareșal) al Ducatului Bucocvinei și membru al Camerei Superioare al Imperiului Austriac (n. 1827)
- 1910: Nicolae Manolescu, medic oftalmolog și educator sanitar, întemeietorul școlii românești de oftalmologie (1903-1904) (n. 1850)

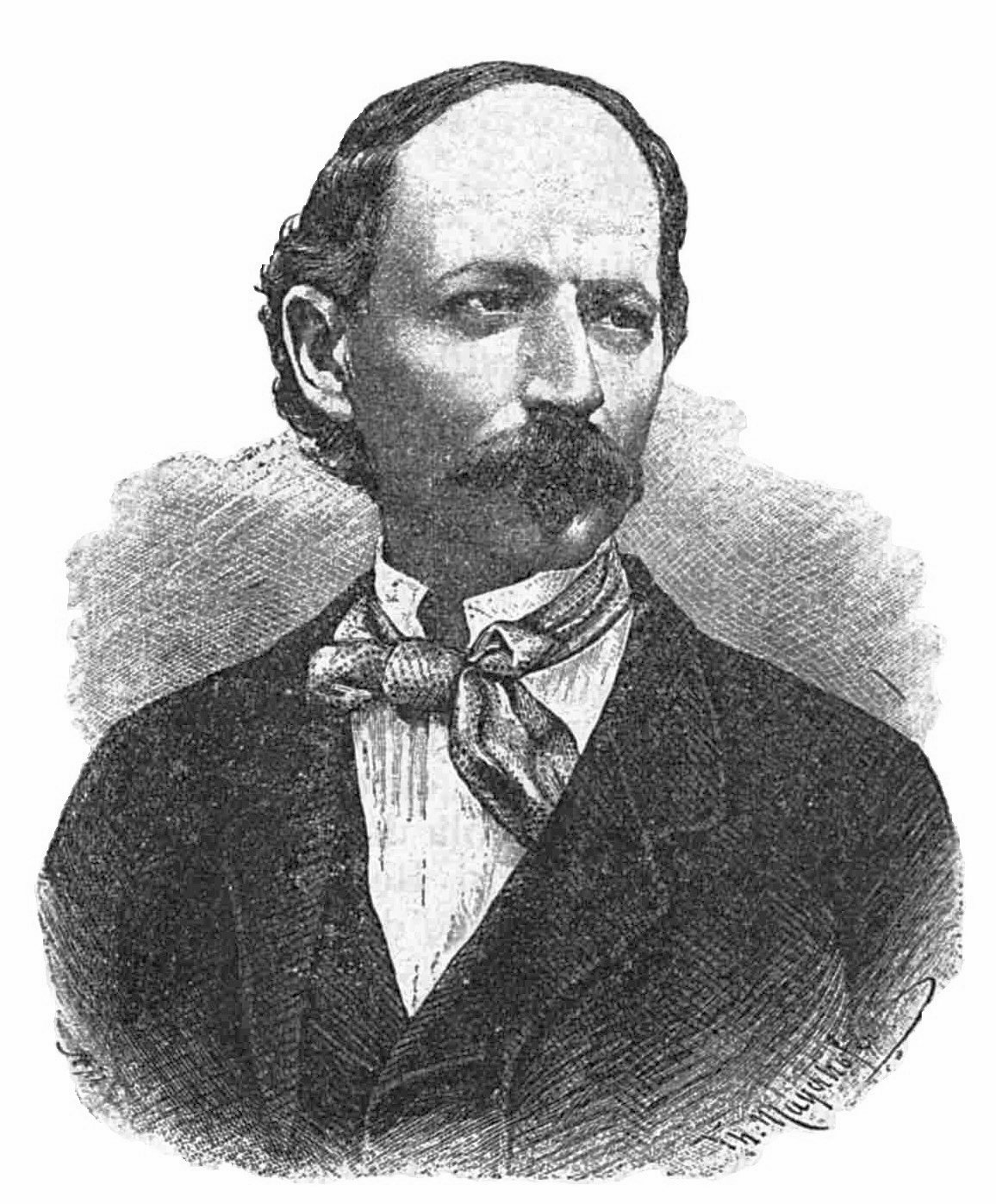
Dimitrie Bolintineanu, scriitor român
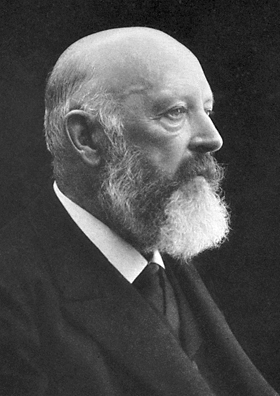
Johann Friedrich Wilhelm Adolf von Baeyer, chimist german, laureat Nobel
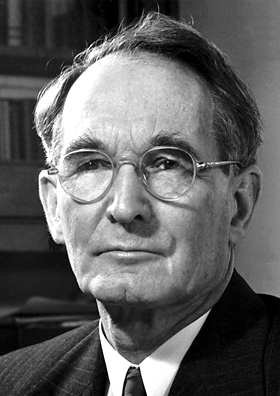
Percy Williams Bridgman, fizician american, laureat Nobel

- 1914: Amélie Lundahl, pictoriță finlandeză (n. 1850)
- 1914: Papa Pius al X-lea (n. 1835)
- 1915: Paul Ehrlich, om de știință german, laureat Nobel (n. 1854)
- 1917: Johann Friedrich Wilhelm Adolf von Baeyer, chimist german, laureat al Premiului Nobel (n. 1835)
- 1959: Dimitrie Iov, poet și prozator (n. 1888)
- 1961: Percy Williams Bridgman, fizician american, laureat Nobel (n. 1882)
- 1963: Joan Voûte, astronom neerlandez (n. 1879)
- 1968: George Gamow, fizician și astrofizician american de origine rusă (n. 1904)
- 1978: Diana Budisavljević, salvatoare de vieți omenești în timpul celui de-al doilea război mondial (n. 1891)
- 1980: Joe Dassin, cântăreț și compozitor franco-american (n. 1938)
- 1994: Aleksandar Petrović, regizor iugoslav/sârb de film (n. 1929)
- 2013: Costică Ștefănescu, fotbalist român (n. 1951)
- 2017: Jerry Lewis, actor american (n. 1926)
- 2020: Șerban Celea, actor român (n. 1952)
- 2023: Constantin Bălăceanu-Stolnici, medic și politician român, membru de onoare al Academiei Române (n. 1923)